# Myanmars militär
Myanmars militär, officiellt känd som Tatmadaw (Burmesiska: တပ္‌မေတာ္‌; IPA: /taʔmədɔ̀/), är den officiella militären i landet Myanmar. Totalt uppgår landets stridsstyrkor till 428 000 vilket är 12:e högst i världen.
Landets militär är sedvanligt organiserad i tre vapengrenar.

## Armén
Armén (Tatmadaw Kyi) får majoriteten av försvarsanslagen. Den är organiserad i regementen och bataljoner. Den har spelat stor roll i att slå ner de uppror som har uppstått i landet. Generellt anses den vara jämfört med andra länder i Sydostasien vara välfinansierad och vältränad. Armén tros vara cirka 400 000 man stark. Det skall dock noteras att all personal inte är över 15 år. Majoriteten av bataljonerna utgörs av lätt infanteri. Oftast anses den taktiska doktrinen gynna dessa varför pansar och artilleri ses som understödsvapen.
Mycket av materialet är köpt från Kina, till exempel stridsvagnen WZ120 (type-69), eller Indien. Man har även T-72S, Type-59D och Type-63 (amfibie). Myanmars vanligaste APC (Armored Personnel Carrier, Pansarskyttefordon) är den licensbyggda BTR-3. Myanmar har genom åren köpt stora mängder gammal material från både väst och öst, genom främst Storbritannien, men även Israel och Ryssland. Den mesta av luftförsvaret bygger på gammal sovjetisk materiel i form av raketer, samt kinesiska kanoner. Det skall noteras att de även har svenskt materiel i form av Grg m/48, som såldes 1983. Trots att Sverige inte längre säljer ammunition får landet den på annat håll. Vanligaste gevären håller kaliber 5.56mm mot den tidigare 7.62mm, och är antingen licensproducerade Galil eller kopior av HK33, G3. Armén har låg kryptologisk standard. Vanliga radiosystem är TRA-906, TRA-3, XD-D6M, PRC-6, 9 och 10. Men de använder även moderna frekvensbytare/frekvenshoppar-utrustning.

## Flygvapnet
Flygvapnet (Tatmadaw Yay) är relativt litet och har mycket få stridsflygplan. De flygplan som är vanliga är markattack- och spaningsflygplan. De flesta är idag kinesiska. Man har till exempel gamla Chengdu Jian-7, Mig-29:or och G-4 Super Galeb samt övervakningsflygplanen Pilatus PC-7 och BN-2 Islander. Totalt finns ett 10-tal större flygfält (1800 m). Endast tre är längre än 2500 m.

## Flottan
Flottan (Tatmadaw Lay) har som primär roll att bevaka kusten och floderna. De har försökt köpa men även bygga mycket moderna fartyg för de rollerna. Många av de nyare fartygen har byggts i Kina eller med kinesisk assistans. Som exempel kan nämnas de 50 meter långa snabb patrullbåtar med bland annat 2 dubbla 40 mm Bofors-kanoner, 2 dubbla 57 mm och 4 dubbla 25 mm kanoner, minsvepningsutrustning och sjunkbomber. De har även missilbestyckade båtar för skeppsbekämpning. Idag får Myanmars flotta betraktas som en brownwater-flotta nära en greenwater-flottas kapacitet. Ett problem för flottan är flygvapnets begränsade kapacitet. Det skall dock noteras att flottan försöker få bluewater-kapacitet.